# Pedaliodes brenda
Pedaliodes brenda är en fjärilsart som beskrevs av Otto Staudinger. Pedaliodes brenda ingår i släktet Pedaliodes och familjen praktfjärilar. Inga underarter finns listade i Catalogue of Life.